# Maira longirostrata
Maira longirostrata är en tvåvingeart som beskrevs av Stanley Willard Bromley 1935. Maira longirostrata ingår i släktet Maira och familjen rovflugor. Inga underarter finns listade i Catalogue of Life.